# Caridina appendiculata
Caridina appendiculata е вид десетоного от семейство Atyidae. Видът не е застрашен от изчезване.

## Разпространение и местообитание
Разпространен е в Индонезия (Малки Зондски острови и Сулавеси).
Обитава сладководни и полусолени басейни и потоци.